# (284) Amalia
(284) Amalia est un astéroïde de la ceinture principale découvert par Auguste Charlois le 29 mai 1889 à Nice.